# 舍里耶區

35°16′13″N 7°45′07″E / 35.2704°N 7.7520°E
舍里耶區（阿拉伯语：‎），是阿爾及利亞的行政區，位於該國東北部，由泰貝薩省負責管轄，首府設於舍里耶，面積2,092平方公里，2008年人口85,630，人口密度每平方公里41人。